# Divizia A1 (pallavolo maschile)
La Divizia A1 è la massima serie del campionato rumeno di pallavolo maschile: al torneo partecipano dodici squadre di club rumene e la squadra vincitrice si fregia del titolo di campione di Romania.

## Albo d'oro
| 1948-49 Dettagli | CFR                   | -                     | -                     |               |               |
| 1949-50 Dettagli | Locomotiva Bucarest   | -                     | -                     |               |               |
| 1950-51 Dettagli | CCA Bucarest          | -                     | -                     |               |               |
| 1951-52 Dettagli | CCA Bucarest          | -                     | -                     |               |               |
| 1952-53 Dettagli | Dinamo Bucarest       | -                     | -                     |               |               |
| 1953-54 Dettagli | CCA Bucarest          | -                     | -                     |               |               |
| 1954-55 Dettagli | Locomotiva Bucarest   | -                     | -                     |               |               |
| 1955-56 Dettagli | Locomotiva Bucarest   | -                     | -                     |               |               |
| 1956-57 Dettagli | CCA Bucarest          | -                     | -                     |               |               |
| 1957-58 Dettagli | Dinamo Bucarest       | -                     | -                     |               |               |
| 1958-59 Dettagli | Rapid Bucarest        | -                     | -                     |               |               |
| 1959-60 Dettagli | Rapid Bucarest        | -                     | -                     |               |               |
| 1960-61 Dettagli | Rapid Bucarest        | -                     | -                     |               |               |
| 1961-62 Dettagli | Rapid Bucarest        | -                     | -                     |               |               |
| 1962-63 Dettagli | Rapid Bucarest        | -                     | -                     |               |               |
| 1963-64          | Non disputato         | Non disputato         | Non disputato         | Non disputato | Non disputato |
| 1964-65 Dettagli | Rapid Bucarest        | -                     | -                     |               |               |
| 1965-66 Dettagli | Rapid Bucarest        | -                     | -                     |               |               |
| 1966-67 Dettagli | Steaua Bucarest       | -                     | -                     |               |               |
| 1967-68 Dettagli | Steaua Bucarest       | -                     | -                     |               |               |
| 1968-69 Dettagli | Steaua Bucarest       | -                     | -                     |               |               |
| 1969-70 Dettagli | Steaua Bucarest       | -                     | -                     |               |               |
| 1970-71 Dettagli | Steaua Bucarest       | -                     | -                     |               |               |
| 1971-72 Dettagli | Dinamo Bucarest       | -                     | -                     |               |               |
| 1972-73 Dettagli | Dinamo Bucarest       | -                     | -                     |               |               |
| 1973-74 Dettagli | Dinamo Bucarest       | -                     | -                     |               |               |
| 1974-75 Dettagli | Dinamo Bucarest       | -                     | -                     |               |               |
| 1975-76 Dettagli | Dinamo Bucarest       | -                     | -                     |               |               |
| 1976-77 Dettagli | Dinamo Bucarest       | -                     | -                     |               |               |
| 1977-78 Dettagli | Steaua Bucarest       | -                     | -                     |               |               |
| 1978-79 Dettagli | Dinamo Bucarest       | -                     | -                     |               |               |
| 1979-80 Dettagli | Dinamo Bucarest       | -                     | -                     |               |               |
| 1980-81 Dettagli | Dinamo Bucarest       | -                     | -                     |               |               |
| 1981-82 Dettagli | Dinamo Bucarest       | -                     | -                     |               |               |
| 1982-83 Dettagli | Dinamo Bucarest       | -                     | -                     |               |               |
| 1983-84 Dettagli | Dinamo Bucarest       | -                     | -                     |               |               |
| 1984-85 Dettagli | Dinamo Bucarest       | Steaua Bucarest       | Universitatea Craiova |               |               |
| 1985-86 Dettagli | Steaua Bucarest       | -                     | -                     |               |               |
| 1986-87 Dettagli | Steaua Bucarest       | -                     | -                     |               |               |
| 1987-88 Dettagli | Steaua Bucarest       | Dinamo Bucarest       | Universitatea Craiova |               |               |
| 1988-89 Dettagli | Steaua Bucarest       | Dinamo Bucarest       | Universitatea Craiova |               |               |
| 1989-90 Dettagli | Steaua Bucarest       | -                     | -                     |               |               |
| 1990-91 Dettagli | Steaua Bucarest       | -                     | -                     |               |               |
| 1991-92 Dettagli | Dinamo Bucarest       | -                     | -                     |               |               |
| 1992-93 Dettagli | Baia Mare             | -                     | -                     |               |               |
| 1993-94 Dettagli | Dinamo Bucarest       | -                     | -                     |               |               |
| 1994-95 Dettagli | Dinamo Bucarest       | -                     | -                     |               |               |
| 1995-96 Dettagli | Universitatea Cluj    | -                     | -                     |               |               |
| 1996-97 Dettagli | Elcond Zalău          | -                     | -                     |               |               |
| 1997-98 Dettagli | Elcond Zalău          | -                     | -                     |               |               |
| 1998-99 Dettagli | Elcond Zalău          | -                     | -                     |               |               |
| 1999-00 Dettagli | Petrolul Ploieşti     | -                     | -                     |               |               |
| 2000-01 Dettagli | Petrolul Ploieşti     | -                     | -                     |               |               |
| 2001-02 Dettagli | Petrolul Ploieşti     | -                     | -                     |               |               |
| 2002-03 Dettagli | Tulcea                | -                     | -                     |               |               |
| 2003-04 Dettagli | Tulcea                | -                     | -                     |               |               |
| 2004-05 Dettagli | Tulcea                | -                     | -                     |               |               |
| 2005-06 Dettagli | Petrolul Ploieşti     | Tomis Costanza        | Dinamo Bucarest       |               |               |
| 2006-07 Dettagli | Tomis Costanza        | Dinamo Bucarest       | Piatra Neamț          |               |               |
| 2007-08 Dettagli | Tomis Costanza        | Piatra Neamț          | Dinamo Bucarest       |               |               |
| 2008-09 Dettagli | Tomis Costanza        | Dinamo Bucarest       | Piatra Neamț          |               |               |
| 2009-10 Dettagli | Remat Zalău           | Tomis Costanza        | Dinamo Bucarest       |               |               |
| 2010-11 Dettagli | Remat Zalău           | Baia Mare             | Dinamo Bucarest       |               |               |
| 2011-12 Dettagli | Remat Zalău           | Tomis Costanza        | Dinamo Bucarest       |               |               |
| 2012-13 Dettagli | Tomis Costanza        | Universitatea Craiova | Remat Zalău           |               |               |
| 2013-14 Dettagli | Tomis Costanza        | Zalău                 | Dinamo Bucarest       |               |               |
| 2014-15 Dettagli | Tomis Costanza        | Zalău                 | Universitatea Craiova |               |               |
| 2015-16 Dettagli | Universitatea Craiova | Zalău                 | Arcada Galați         |               |               |
| 2016-17 Dettagli | Zalău                 | Universitatea Craiova | Arcada Galați         |               |               |
| 2017-18 Dettagli | Tricolorul Ploiești   | Arcada Galați         | Steaua Bucarest       |               |               |
| 2018-19 Dettagli | Arcada Galați         | Zalău                 | Universitatea Craiova |               |               |
| 2019-20 Dettagli | Arcada Galați         | Universitatea Craiova | Dinamo Bucarest       |               |               |
| 2020-21 Dettagli | Arcada Galați         | SCM Zalău             | Universitatea Craiova |               |               |
| 2021-22 Dettagli | Arcada Galați         | Dinamo Bucarest       | Universitatea Craiova |               |               |
| 2022-23 Dettagli | Arcada Galați         | Steaua Bucarest       | Universitatea Craiova |               |               |
| 2023-24 Dettagli | Corona Brașov         | Arcada Galați         | Rapid Bucarest        |               |               |

## Palmarès
| Squadra               | Titolo | Edizione |
| --------------------- | ------ | --- |
| Dinamo Bucarest       | 18     | 1952-53, 1957-58, 1971-72, 1972-73, 1973-74, 1974-75, 1975-76, 1976-77, 1978-79, 1979-80, 1980-81, 1981-82, 1982-83, 1983-84, 1984-85, 1991-92, 1993-94, 1994-95 |
| Steaua Bucarest       | 16     | 1950-51, 1951-52, 1953-54, 1956-57, 1966-67, 1967-68, 1968-69, 1969-70, 1970-71, 1977-78, 1985-86, 1986-87, 1987-88, 1988-89, 1989-90, 1990-91                   |
| Rapid Bucarest        | 11     | 1948-49, 1949-50, 1954-55, 1955-56, 1958-59, 1959-60, 1960-61, 1961-62, 1962-63, 1964-65, 1965-66                                                                |
| Zalău                 | 7      | 1996-97, 1997-98, 1998-99, 2009-10, 2010-11, 2011-12, 2016-17 |
| Tomis Costanza        | 6      | 2006-07, 2007-08, 2008-09, 2012-13, 2013-14, 2014-15 |
| Arcada Galați         | 5      | 2018-19, 2019-20, 2020-21, 2021-22, 2022-23 |
| Petrolul Ploieşti     | 4      | 1999-00, 2000-01, 2001-02, 2005-06 |
| Tulcea                | 3      | 2002-03, 2003-04, 2004-05 |
| Baia Mare             | 1      | 1992-93 |
| Universitatea Cluj    | 1      | 1995-96 |
| Universitatea Craiova | 1      | 2015-16 |
| Tricolorul Ploiești   | 1      | 2017-18 |
| Corona Brașov         | 1      | 2023-24 |